# Аліна Вуч
Емілія Аліна Вуч (рум. Emilia Alina Vuc; нар. 4 жовтня 1993, Решица, жудець Караш-Северін) — румунська борчиня вільного стилю, дворазова срібна призерка чемпіонатів світу, дворазова чемпіонка світу серед військовослужбовців, дворазова срібна та бронзова призерка чемпіонатів Європи, учасниця Олімпійських ігор.

## Біографія
Боротьбою почала займатися з 2003 року в Решиці. Перший тренер — Ніколае Константин. У 2004 році прийшов перший успіх — виграла змагання регіонального рівня. А в 2007 році Аліна завоювала перший національний титул. У 2010 році стала бронзовою призеркою чемпіонату Європи серед кадетів. У 2011 та 2013 двічі повторила цей результат на юніорській континентальній першості. У 2011 також стала бронзовою призеркою чемпіонату світу серед юніорів, а 2013 на цих же змаганнях піднялася на одну сходинку вище, здобувши титутл віце-чемпіонки світу серед юніорів. У 2015 стала срібною призеркою чемпіонату Європи у віковій групі до 23 років.
У 2012 переїхала до Бухареста, де тренується під керівництвом Міхая Строї. Виступає за спортивний клуб армії «Стяуа».

## Спортивні результати на міжнародних змаганнях

### Виступи на Олімпіадах
| Змагання                    | Збірна  | Вагова категорія          | Місце |
| --------------------------- | ------- | ------------------------- | ----- |
| Літні Олімпійські ігри 2016 | Румунія | жіноча боротьба, до 48 кг | 18    |
| Літні Олімпійські ігри 2020 | Румунія | жіноча боротьба, до 50 кг | 14    |

### Виступи на Чемпіонатах світу
| Змагання                        | Збірна  | Вагова категорія          | Місце  |
| ------------------------------- | ------- | ------------------------- | ------ |
| Чемпіонат світу з боротьби 2014 | Румунія | жіноча боротьба, до 48 кг | 5      |
| Чемпіонат світу з боротьби 2015 | Румунія | жіноча боротьба, до 48 кг | 31     |
| Чемпіонат світу з боротьби 2017 | Румунія | жіноча боротьба, до 48 кг | Срібло |
| Чемпіонат світу з боротьби 2018 | Румунія | жіноча боротьба, до 50 кг | 12     |
| Чемпіонат світу з боротьби 2019 | Румунія | жіноча боротьба, до 50 кг | Срібло |
| Чемпіонат світу з боротьби 2021 | Румунія | жіноча боротьба, до 50 кг | 5      |
| Чемпіонат світу з боротьби 2022 | Румунія | жіноча боротьба, до 50 кг | 5      |
| Чемпіонат світу з боротьби 2023 | Румунія | жіноча боротьба, до 50 кг | 12     |

### Виступи на Чемпіонатах Європи
| Змагання                         | Збірна  | Вагова категорія          | Місце  |
| -------------------------------- | ------- | ------------------------- | ------ |
| Чемпіонат Європи з боротьби 2013 | Румунія | жіноча боротьба, до 48 кг | 14     |
| Чемпіонат Європи з боротьби 2016 | Румунія | жіноча боротьба, до 48 кг | Срібло |
| Чемпіонат Європи з боротьби 2017 | Румунія | жіноча боротьба, до 48 кг | Бронза |
| Чемпіонат Європи з боротьби 2018 | Румунія | жіноча боротьба, до 50 кг | Срібло |
| Чемпіонат Європи з боротьби 2020 | Румунія | жіноча боротьба, до 50 кг | 7      |
| Чемпіонат Європи з боротьби 2021 | Румунія | жіноча боротьба, до 50 кг | 7      |
| Чемпіонат Європи з боротьби 2022 | Румунія | жіноча боротьба, до 50 кг | Бронза |
| Чемпіонат Європи з боротьби 2023 | Румунія | жіноча боротьба, до 50 кг | 9      |

### Виступи на Європейських іграх
| Змагання              | Збірна  | Вагова категорія          | Місце |
| --------------------- | ------- | ------------------------- | ----- |
| Європейські ігри 2015 | Румунія | жіноча боротьба, до 48 кг | 16    |

### Виступи на Кубках світу
| Змагання                    | Збірна  | Вагова категорія | Місце |
| --------------------------- | ------- | ---------------- | ----- |
| Кубок світу з боротьби 2018 | Румунія | команда          | 7     |

### Виступи на Чемпіонатах світу серед військовослужбовців
| Змагання                                                  | Збірна  | Вагова категорія          | Місце  |
| --------------------------------------------------------- | ------- | ------------------------- | ------ |
| Чемпіонат світу з боротьби серед військовослужбовців 2016 | Румунія | жіноча боротьба, до 48 кг | Золото |
| Чемпіонат світу з боротьби серед військовослужбовців 2017 | Румунія | жіноча боротьба, до 48 кг | Золото |

### Виступи на інших змаганнях
| Змагання                                                       | Збірна  | Вагова категорія          | Місце  |
| -------------------------------------------------------------- | ------- | ------------------------- | ------ |
| Вогні Москви 2012                                              | Румунія | жіноча боротьба, до 48 кг | 5      |
| Турнір Дана Колова — Николи Петрова 2013                       | Румунія | жіноча боротьба, до 48 кг | 12     |
| Гран-прі Німеччини з боротьби 2014                             | Румунія | жіноча боротьба, до 48 кг | 7      |
| Henri Deglane Challenge 2014                                   | Румунія | жіноча боротьба, до 48 кг | 10     |
| Гран-прі Німеччини з боротьби 2015                             | Румунія | жіноча боротьба, до 48 кг | 12     |
| Меморіал Іона Корнеану 2015                                    | Румунія | жіноча боротьба, до 48 кг | Срібло |
| Henri Deglane Challenge 2015                                   | Румунія | жіноча боротьба, до 48 кг | Золото |
| Турнір Яшара Догу 2016                                         | Румунія | жіноча боротьба, до 48 кг | Бронза |
| Олімпійський кваліфікаційний турнір з боротьби 2016 (Зренянин) | Румунія | жіноча боротьба, до 48 кг | Срібло |
| Гран-прі Іспанії з боротьби 2016                               | Румунія | жіноча боротьба, до 48 кг | Бронза |
| Кубок Європейських націй з боротьби 2016                       | Румунія | команда                   | 4      |
| Золотий Гран-прі з боротьби 2016                               | Румунія | жіноча боротьба, до 48 кг | 5      |
| Гран-прі «Іван Яригін» 2017                                    | Румунія | жіноча боротьба, до 48 кг | 15     |
| Klippan Lady Open 2017                                         | Румунія | жіноча боротьба, до 48 кг | 13     |
| Турнір Дана Колова — Николи Петрова 2017                       | Румунія | жіноча боротьба, до 48 кг | 14     |
| Гран-прі Німеччини з боротьби 2017                             | Румунія | жіноча боротьба, до 48 кг | Золото |
| Відкритий чемпіонат Польщі з боротьби 2017                     | Румунія | жіноча боротьба, до 48 кг | 13     |
| Меморіал Іона Корнеану і Ладислава Сімона 2017                 | Румунія | жіноча боротьба, до 48 кг | Золото |
| Кубок Алроси 2017                                              | Румунія | команда                   | Срібло |
| Henri Deglane Challenge 2017                                   | Румунія | жіноча боротьба, до 53 кг | 4      |
| Klippan Lady Open 2018                                         | Румунія | жіноча боротьба, до 50 кг | Бронза |
| Відкритий чемпіонат Китаю з боротьби 2018                      | Румунія | жіноча боротьба, до 50 кг | Золото |
| Відкритий чемпіонат Польщі з боротьби 2018                     | Румунія | жіноча боротьба, до 50 кг | Бронза |
| Klippan Lady Open 2019                                         | Румунія | жіноча боротьба, до 50 кг | 12     |
| Турнір Яшара Догу 2019                                         | Румунія | жіноча боротьба, до 53 кг | 15     |
| Турнір Олександра Медведя 2019                                 | Румунія | жіноча боротьба, до 50 кг | Срібло |
| Меморіал Маттео Пелліконе 2020                                 | Румунія | жіноча боротьба, до 50 кг | Срібло |
| Чемпіонат Румунії з боротьби 2020                              | Румунія | жіноча боротьба, до 53 кг | Золото |
| Київський Міжнародний турнір з боротьби 2021                   | Румунія | жіноча боротьба, до 50 кг | 18     |
| Меморіал Маттео Пелліконе 2021                                 | Румунія | жіноча боротьба, до 50 кг | Бронза |
| Відкритий чемпіонат Польщі з боротьби 2021                     | Румунія | жіноча боротьба, до 50 кг | 8      |
| Турнір Яшара Догу 2021                                         | Румунія | жіноча боротьба, до 50 кг | Срібло |
| Турнір Яшара Догу 2022                                         | Румунія | жіноча боротьба, до 50 кг | Золото |
| Турнір Ібрагіма Мустафи 2023                                   | Румунія | жіноча боротьба, до 50 кг | 9      |
| Меморіал Імре Поляка та Яноша Варги 2023                       | Румунія | жіноча боротьба, до 50 кг | 17     |

### Виступи на змаганнях молодших вікових груп
| Змагання                                       | Збірна  | Вагова категорія          | Місце  |
| ---------------------------------------------- | ------- | ------------------------- | ------ |
| Чемпіонат Європи з боротьби серед кадетів 2008 | Румунія | жіноча боротьба, до 46 кг | 10     |
| Чемпіонат Європи з боротьби серед кадетів 2009 | Румунія | жіноча боротьба, до 46 кг | 11     |
| Чемпіонат Європи з боротьби серед кадетів 2010 | Румунія | жіноча боротьба, до 49 кг | Бронза |
| Чемпіонат Європи з боротьби серед юніорів 2011 | Румунія | жіноча боротьба, до 48 кг | Бронза |
| Чемпіонат світу з боротьби серед юніорів 2011  | Румунія | жіноча боротьба, до 48 кг | Бронза |
| Чемпіонат Європи з боротьби серед юніорів 2012 | Румунія | жіноча боротьба, до 48 кг | 12     |
| Чемпіонат світу з боротьби серед юніорів 2012  | Румунія | жіноча боротьба, до 48 кг | 5      |
| Чемпіонат Європи з боротьби серед юніорів 2013 | Румунія | жіноча боротьба, до 48 кг | Бронза |
| Чемпіонат світу з боротьби серед юніорів 2013  | Румунія | жіноча боротьба, до 48 кг | Срібло |
| Чемпіонат Європи з боротьби серед молоді 2015  | Румунія | жіноча боротьба, до 48 кг | Срібло |